# Lisica Skočibarica
Lisica Skočibarica (izvorni naslov O Romance Da Raposa) je portugalska animirana humoristična serija snimana od 1989. do 1991. u Topefilmeu. Ima ukupno 13 epizoda koje traju po 13 minuta.
Filmska producentska kuća Topefilme je 1988. adaptirala kratku priču O Romance Da Raposa (port. Romansa o lisici) portugalskog pisca Aquilina Ribeira i prema njoj napravila istoimenu crtanu seriju. Kratkotrajna, ali simpatična crtana serija Lisica Skočibarica mnogima je ostala u sjećanju zbog glazbene podloge sa špice koju je komponirao Jorge Machado. Autori crtane serije su Arthur Correia i Ricardo Neto, dva poznata imena portugalske animacije, a ova adaptacija bila je prva dugometražna snimljena serija u portugalskoj animaciji (ukupno trajanje 169 minuta). Scenarij je napisao Marcello De Moraes.
Glavni lik je vječno gladna crvena lisica koja je pobjegla od kuće. U svakoj epizodi njezin je cilj nešto uloviti i dobro se najesti. Od ostalih likova značajni su vuk, jazavac i vrana. Lisica u svojim avanturama uvijek iznova uspijeva nasamariti stanovnike šume, pa čak i svog neprijatelja napuhanog vuka koji je uvijek nastoji uloviti. Osim šume radnja se zbiva i u obližnjem seoskom imanju gdje se lisica često znala nasititi.

## Vanjske poveznice
- Lisica Skočibarica u internetskoj bazi filmova IMDb-a